# 全聚德

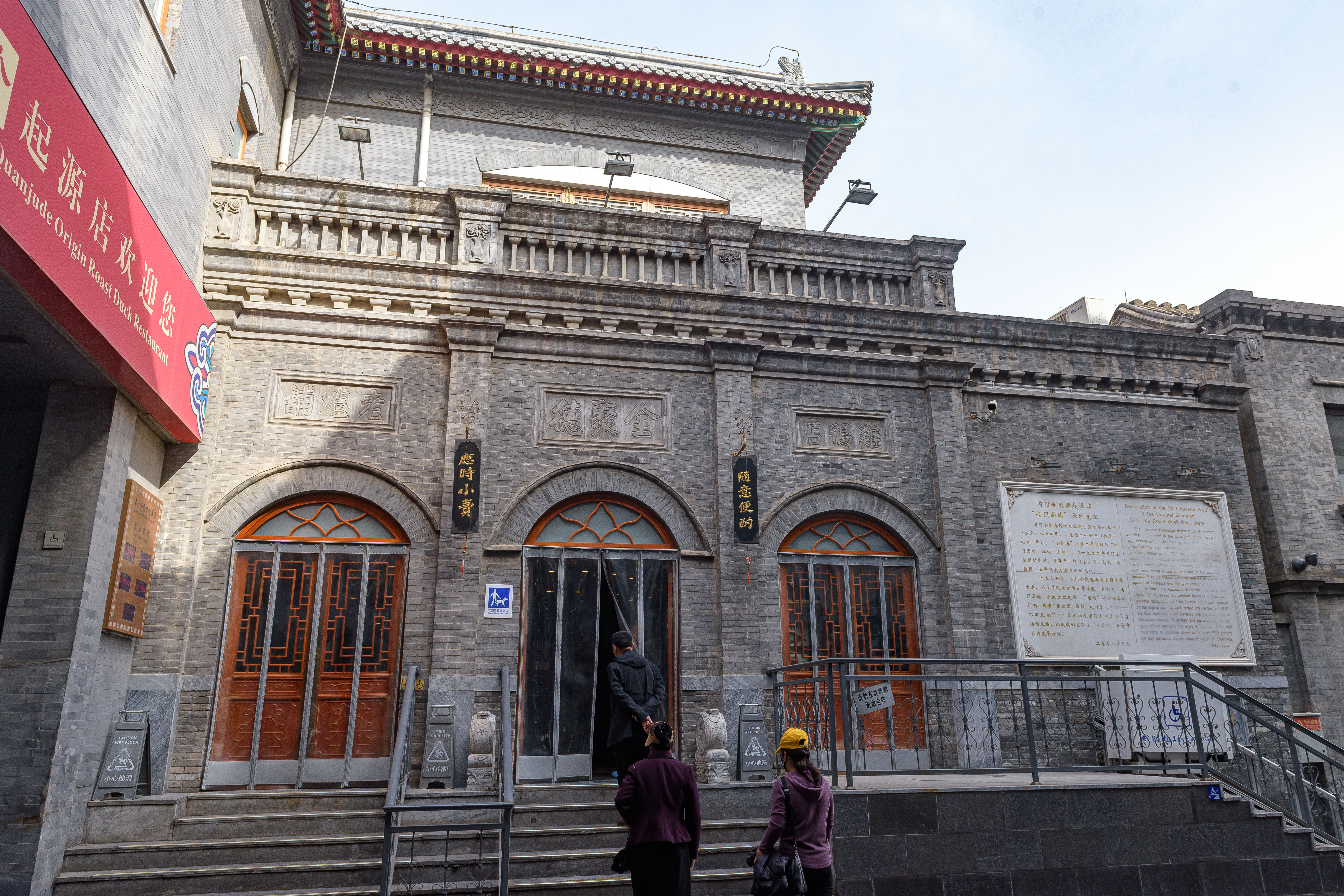
前门全聚德烤鸭店门面

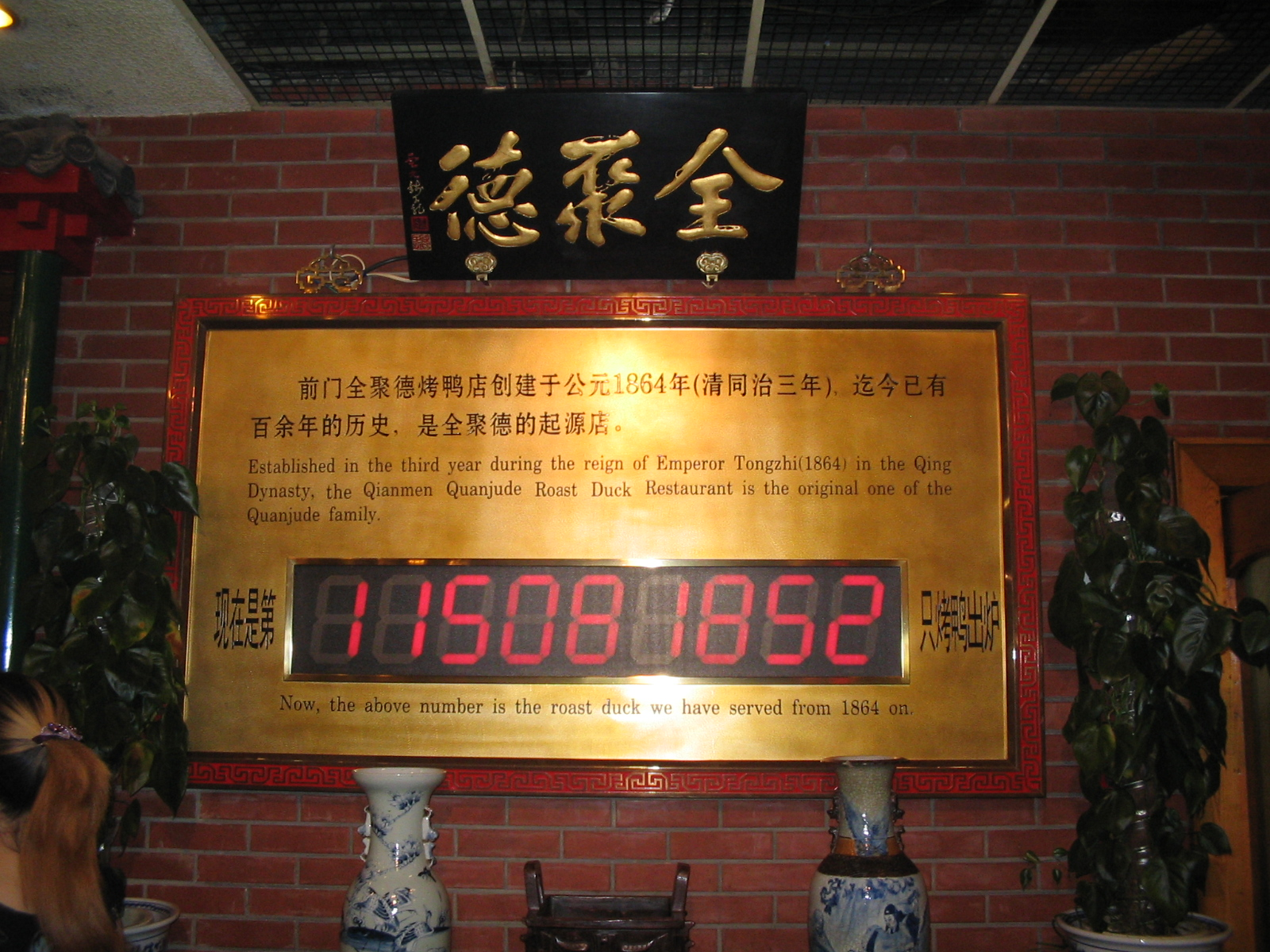
2005年前门店的牌子显示其自创始以来已卖出1亿多只烤鸭

全聚德（深交所：002186）是中国一家以烤鸭为特色的连锁餐饮企业，亦是中国驰名商标之一、中华老字号。

## 历史
清同治三年（1864年），生活简朴、勤俭一生、为人正直的河北冀县人杨寿山买下在北京前門大街的一家名为“得聚全”的杂货铺，因杨寿山字全仁，取“以全聚德，财源茂盛”之意，這也是全聚德的起始店，後改为“全聚德”烤鸭挂炉铺。当经理时，他看到王公贵族吃完宴席后，用一种发面饼蘸去嘴边油腻，将饼随手扔掉浪费。他因此愤慨，定下全聚德的规矩，不做发面饼，以荷叶薄饼卷鸭肉，食客不分贵贱高低，一律自行下手卷食。之後又有河北冀县人杨明全首创“挂炉烤鸭”，其色香味都不次于烤鸭的原做法“焖炉烤鸭”。
清光緒十六年（1890年），楊壽全因病去世，全聚德交給次子杨庆茂打理。
1952年6月1日，全聚德被實施公私合营，杨全仁的四世孙杨福来留任副经理。在北京市内的和平门、王府井、亚运村等地，以及上海的浦东、乌鲁木齐市钱塘江路、长沙梅溪湖、广州市天河北路等均开有连锁店。
2008年，全聚德海外第一店在墨尔本市区开张，同年全聚德挂炉烤鸭技艺被列入第二批国家级非物质文化遗产名录。
截至2022年末，全聚德旗下有102家门店。其中，全聚德品牌门店92家，仿膳品牌门店1家，丰泽园品牌门店5家，四川饭店品牌门店4家。显然，全聚德门店是核心，也是业绩最主要的来源。从2020年到2022年，全聚德累计净亏损达6.97亿元。 

## 特色
全聚德的特色菜是北京烤鸭，对选鸭、填餵、宰杀，到烧烤几个步骤要求都极高。全聚德选的北京填鸭都是不足百天，体重在五斤以上的北京鸭。被宰杀褪毛的鸭子在右膀下被挖个小洞，处理人员伸二指入这个小洞取出内脏，然后用净水把鸭子里外洗净，处理人员用嘴把鸭皮吹鼓，插一节秫秸到鸭尾裡，把清水从鸭膀下的洞灌入，并用丝线将洞口缝合。完成后，鸭子被挂在钩上入炉烤。如此外烤内煮，鸭子便烤好，外皮呈油黄。吃入口中，鸭肉特别鲜嫩，肉虽肥而不腻，味美香甜，常吃不厌。
全聚德的挂炉烤鸭选用果木（如：枣木、梨木）為燃料進行烤製，果木为硬木，耐烤，火底足，烤出来的鸭子多多少少有些果木香。炉子不安炉门，烤製的同時，还要往鸭子上面淋/刷油，以防止烤糊。
在前门大街的起始店，顾客用餐完毕后，服务员会发给一张纪念明信片，上面记载本次用餐为全聚德创立迄今售出的第几只烤鸭。

## 门店

### 海外及地区门店
- 日本东京（4家）[5]
- 澳大利亚墨尔本（永久歇业）
- 缅甸仰光（1家）
- 法国波尔多（暂停营业）
- 香港（永久歇业）
- 美国洛杉矶（永久歇业）
- 德国杜塞尔多夫（永久歇业）
- 阿曼（永久歇业）

### 大陆门店
截至2023年末，全聚德品牌门店、仿膳、丰泽园及四川饭店在内的餐饮门店共计109家。

## 图片
- 全聚德前门总店
- 全聚德的美食
- 全聚德的师傅正在片鸭肉
- 前门店的门头招牌
- 前门店门前的吉祥物
- 全聚德王府井店烤房
- 全聚德烤房

## 参看
- 京城老字号列表
- 大董
- 便宜坊